# Eumorpha megaeacus
Eumorpha megaeacus é uma espécie de mariposa neotropical da família Sphingidae, originalmente descrita por Jacob Hübner em 1819 como Daphnis megaeacus. É uma mariposa de grande porte, reconhecida pelas faixas transversais pálidas em suas asas anteriores, que a distinguem de outras espécies do gênero.

## Descrição morfológica
A envergadura alar de Eumorpha megaeacus varia entre 100 e 115 milímetros. As asas anteriores são de um tom geral marrom-acinzentado, marcadas por uma série de faixas transversais de cor creme ou esbranquiçada, que são o principal traço diagnóstico da espécie. As asas posteriores possuem uma grande área rosa-avermelhada na base, seguida por uma mancha preta e uma margem marrom. O corpo é robusto e segue o padrão de cores das asas, com faixas laterais no tórax e abdômen.
A lagarta é predominantemente verde, com uma linha subdorsal pálida e sete listras diagonais oblíquas em seus flancos. Ao longo do corpo, apresenta pequenos ocelos (manchas em forma de olho) avermelhados ou amarelados. Possui um corno caudal fino e comprido, característico da família Sphingidae.
A pupa é lisa, de coloração castanho-escura, e se forma no solo, em uma câmara subterrânea rasa.

## Distribuição e habitat
Eumorpha megaeacus é amplamente distribuída na América Latina, com ocorrências registradas desde o México até o norte da Argentina. No Brasil, a espécie pode ser encontrada na maior parte do território, incluindo a Amazônia, o Cerrado e a Mata Atlântica. Registros de coletas e observações confirmam sua presença no estado do Maranhão.
Seu habitat está fortemente associado a zonas úmidas de baixa altitude, como pântanos, margens de rios, lagos e brejos. Essa preferência está diretamente ligada à distribuição de suas plantas hospedeiras, que crescem em ambientes aquáticos ou semi-aquáticos.

## Biologia e ecologia

### Alimentação
Os adultos são noturnos e se alimentam do néctar de uma variedade de flores, contribuindo para a polinização. São atraídos por flores de corola longa e perfumadas.
As lagartas de Eumorpha megaeacus são especialistas em plantas da família Onagraceae. Sua principal planta hospedeira pertence ao gênero Ludwigia, que inclui plantas aquáticas e palustres conhecidas popularmente como "cravos-d'água". A dependência dessa família de plantas explica a forte associação da mariposa com habitats de zonas úmidas.

### Comportamento e ciclo de vida
Os adultos são voadores poderosos e são frequentemente atraídos por fontes de luz artificial durante a noite. Nas regiões tropicais, como o Maranhão, a espécie se reproduz ao longo de todo o ano, com múltiplas gerações sobrepostas. As fêmeas depositam seus ovos verdes e esféricos nas folhas das plantas hospedeiras, geralmente em plantas que crescem sobre a água ou em solo encharcado.